# 연일 정씨
연일 정씨(延日 鄭氏)는 경상북도 포항시 남구 오천읍을 관향으로 하는 한국의 성씨이다. 혹칭 영일 정씨(迎日 鄭氏), 또는 오천 정씨(烏川 鄭氏)라고도 한다.

## 기원
『삼국사기(三國史記)』에 사로(斯盧) 취산진지촌(觜山珍支村)의 촌장(村長) 지백호(智伯虎)가 32년(유리이사금 9) 정씨(鄭氏) 성을 하사받았다고 한다.

## 역사
연일 정씨(迎日 鄭氏)의 시조인 정종은(鄭宗殷)이 신라 때 간의대부(諫議大夫)를 지냈다고 한다. 정종은(鄭宗殷)의 후손 정의경(鄭宜卿)이 영일호장(迎日戶長)을 지내고 영일현백(迎日縣伯)에 봉해졌으므로 그 후손들이 본관을 영일(迎日)로 하였다 한다. 본관은 연일(延日)의 옛 지명인 영일(迎日)로 쓰기도 하고, 영일(迎日)의 마을인 오천(烏川)으로 쓰기도 한다.
연일 정씨는 소목(昭穆)을 밝히지 못하는 세 개의 파가 있다. 하나는 고려 의종 때 중신으로 추밀원지주사(樞密院知奏事)를 지낸 정습명(鄭襲明)을 1세조로 하는 지주사공파(知奏事公派)인 정몽주(鄭夢周)·정문예(鄭文裔)계와 고려 때 감무(監務)를 지낸 정극유(鄭克儒)를 1세조로 하는 감무공파(監務公派)인 정사도(鄭思道)·정철(鄭澈)계로”와 고려 때 정자피(鄭子皮)를 1세조로 하는 양숙공파(良肅公派)가 있다.

## 본관
연일(延日)은 경상북도 동해안에 위치한 포항시 연일읍 일대의 옛 지명이다. 신라 때에는 근오지현(斤烏支縣) 또는 오량지현(烏良支縣)이라 불렀다가 757년(신라 경덕왕 16)에 임정현(臨汀縣)으로 개칭하고, 의창군(義昌郡)의 영현이 되었다. 940년(고려 태조 23)에 영일현(迎日縣)로 개칭되었고, 1018년(현종 9)에 경주부(慶州府)에 내속되었다. 1390년(공양왕 2)에 감무(監務)를 두면서 독립하였다. 조선 초 지방 제도 정비에 따라 흥해·청하·영일·장기 네 지역으로 나뉘어 독자적인 행정구역으로 진(鎭)을 설치하고 병마사(兵馬使)가 지현사(知縣事)를 겸하게 하였다. 세종 대에 다시 병마첨절제사로 고쳤다가 후에 현감만을 파견하였다. 1732년(영조 8)에 통양포(通洋浦) 아래에 포항창(浦項倉)을 설치해 함경도 진휼(賑恤)의 바탕으로 삼게 함으로써 함경도와 경상도를 연결하는 동해안 해로의 중심 역할을 하였다. 1895년(고종 32) 갑오개혁으로 영일·장기·흥해는 동래부(東萊府)에, 청하는 안동부(安東府)에 편입되었다. 1914년 행정구역 개편 때 4개 군(흥해, 청하, 영일, 장기)이 통합되어 영일군으로 개편되었으며 1읍 16면으로 되었다. 1914년 군면 폐합으로 연일군은 연일면 등 5개면으로 분면되어 흥해·장기·청하군과 함께 영일군으로 통폐합되었다. 1949년 포항읍이 영일군에서 분리하여 포항시로 승격하고 이전 영일군 상태로 되돌아갔다. 1995년 5월 1일 행정구역 개편에 따라 당시 포항시와 통합되었다.

## 분파
- - 지주사공파(知奏事公派) - 정습명
  - 문충공파(文忠公派) - 정몽주
  - 생원공파(生員公派) - 정문예
  - 문계공파(文繼公派) - 정문계
  - 문손공파(文孫公派) - 정문손
  - 사정공파(司正公派) - 정문비
  - 정랑공파(正郞公派) - 정문욱
  - 만호공파(萬戶公派) - 정형지
  - 도사공파(都事公派) - 정희손
  - 감무공파(監務公派) - 정극유
  - 강화공파(江華公派) - 정효손
  - 원평공파(原平公派) - 정효순
  - 부마공파(駙馬公派) - 정효전
  - 판결공파(判決公派) - 정자원
  - 이의공파(吏議公派) - 정자양
  - 위양공파(威襄公派) - 정자제
  - 김제공파(金堤公派) - 정자숙
  - 오성군파(烏城君派) - 정후
  - 양숙공파(良肅公派) - 정자피
  - 덕성공파(德成公派) - 정덕성
  - 효성군파(孝成君派) - 정효성

## 인물
- 정종은 - 신라 무열왕 때 간의대부, 삼한통일의 공신으로 연일 정씨 시조
- 정자피 - 고려 현종 때 동비원부사, 양숙공파 1세조
- 정사도 - 고려 공민왕 때 밀직부사
- 정인언 - 고려 공민왕 때 봉익대부 전공판서
- 정몽주 - 고려 말 고위관료이자 성리학자, 고려의 절신(節臣)
- 정연 - 조선 태종, 세종 때 관료
- 정덕성 - 조선 세종 때 병조판서
- 정효전 - 조선 단종 때 충신
- 정순 - 조선 성종 때 관료
- 정경 - 조선 중종 때 관료
- 정철 - 조선 선조 때 좌의정, 조선 가사문학의 대가
- 정홍명 - 조선 인조 때 대제학
- 정립 - 조선 인조 때 도승지
- 정응성 - 조선 인조 때 지중추부사
- 정유성 - 조선 현종 때 우의정
- 정극후 - 조선 효종 때 학자
- 정숙주 - 조선 효종 때 학자이자 관료, 서인
- 정시성 - 조선 숙종 때 관료
- 정제두 - 조선 숙종 때 학자, 양명학의 거성
- 정우량 - 조선 영조 때 우의정
- 정휘량 - 조선 영조 때 대제학
- 정치달 - 조선 영조 때 부마
- 정문승 - 조선 순조 때 공조판서, 판의금부사, 학자
- 정동식 - 조선 말 무관
- 정관식 - 조선 말 한학자
- 정운경 - 조선 말 의병대장
- 정운기 - 일제강점기 독립투사
- 정운갑 - 일제강점기 공직자
- 정지용 - 일제강점기 민족시인
- 정익원 - 전 검사장
- 정태원 - 전 대법관
- 정광현 - 전 서울대 교수, 법학자
- 정희택 - 전 국회의원, 전 감사원장
- 정구영 - 전 국회의원
- 정치근 - 전 법무부장관
- 정호용 - 전 육군참모총장
- 정우택 - 현 국회의원, 전 충청북도지사
- 정운찬 - 제23대 서울대학교 총장, 제40대 국무총리
- 정재문 - 전 국회의원
- 정주일 - 전 국회의원
- 정의용 - 전 국가안보실장
- 정태옥 - 전 국회의원

## 집성촌
- 경상북도 영천시 대전동
- 경상북도 김천시 봉산면 예지동
- 경상북도 의성군 안계면 봉양동
- 경상북도 영주시 이산면 내림리
- 울산광역시 울주군 청량읍 개곡리
- 충청북도 영동군 용산면 매금리
- 전북특별자치도 익산시 모현동
- 경기도 용인시 모현읍 왕산리・능원리
- 경기도 평택시 오성면 양교리
- 황해북도 평산군 상월면 하월리
- 평안남도 용강군 다미면 오정리
- 함경남도 고원군 군내면 현흥리

## 항렬자
- 문충공파(포은공파)

| 25세     | 26세     | 27세     | 28세     | 29세     | 30세   | 31세     | 32세   | 33세     | 34세   | 35세   |
| -------- | -------- | -------- | -------- | -------- | ------ | -------- | ------ | -------- | ------ | ------ |
| 口환(煥) | 口기(基) | 口용(鎔) | 口영(永) | 口화(和) | 연(然) | 口교(敎) | 의(義) | 口수(洙) | 래(來) | 훈(熏) |

- 생원공파

| 25세   | 26세     | 27세                 | 28세            | 29세                          | 30세                                         | 31세                                 | 32세                                         | 33세                        | 34세                                         | 35세            | 36세          | 37세                   | 38세            | 39세                          | 40세              | 41세   | 42세   | 43세   | 44세     | 45세   |
| ------ | -------- | -------------------- | --------------- | ----------------------------- | -------------------------------------------- | ------------------------------------ | -------------------------------------------- | --------------------------- | -------------------------------------------- | --------------- | ------------- | ---------------------- | --------------- | ----------------------------- | ----------------- | ------ | ------ | ------ | -------- | ------ |
| 치(致) | 口진(鎭) | 연(淵) 해(海) 원(源) | 口식(植) 동(東) | 용(容) 口환(煥) 영(榮) 희(熙) | 口기(起) 口재(在) 口배(培) 口규(圭) 口기(基) | 현(鉉) 口록(錄) 호(鎬) 석(錫) 종(鍾) | 口락(洛) 口태(泰) 口홍(洪) 口순(淳) 口수(洙) | 근(根) 주(柱) 재(栽) 걸(杰) | 口묵(默) 口열(烈) 口현(炫) 口희(熹) 口연(然) | 口록(錄) 전(田) | 형(衡) 석(錫) | 치(致) 口호(浩) 원(源) | 동(東) 口모(模) | 병(炳) 口환(煥) 연(淵) 열(烈) | 口화(和) 口채(埰) | 현(鉉) | 순(淳) | 기(杞) | 口열(烈) | 재(載) |

- 감무공파

| 23세                       | 24세                   | 25세                                | 26세          | 27세                                         | 28세   | 29세   | 30세     | 31세          | 32세              | 33세          | 34세     | 35세   | 36세     | 37세   | 38세     | 39세   | 40세     | 41세   | 42세     | 43세   |
| -------------------------- | ---------------------- | ----------------------------------- | ------------- | -------------------------------------------- | ------ | ------ | -------- | ------------- | ----------------- | ------------- | -------- | ------ | -------- | ------ | -------- | ------ | -------- | ------ | -------- | ------ |
| 口원(源) 口석(晳) 口조(祚) | 운(雲) 유(維) 口환(煥) | 口택(澤) 口준(浚) 口하(河) 口낙(洛) | 태(泰) 원(源) | 口용(溶) 口한(翰) 口영(英) 口식(植) 口수(洙) | 구(求) | 영(永) | 口진(震) | 종(淙) 목(沐) | 口준(準) 口호(浩) | 재(滓) 회(澮) | 口승(承) | 래(來) | 口우(雨) | 호(浩) | 口강(康) | 길(拮) | 口규(揆) | 광(洸) | 口림(霖) | 근(近) |

## 조선 왕실과의 인척 관계
- 인종의 후궁 귀인 정씨
- 선조의 후궁 귀인 정씨
- 안평대군(세종의 3남)의 부인 부부인 연일 정씨
- 선성군(정종의 4남) 부인 오천군부인 연일 정씨
- 수춘군(세종의 13남)의 부인 영천군부인 연일 정씨
- 순성군(양녕대군의 장남)의 후처 군부인 연일 정씨
- 익양군(성종의 9남)의 부인 순천군부인 연일 정씨
- 숙휘공주(효종의 4녀)의 남편 정제현
- 청선공주(장조의 차녀)의 남편 정재화
- 숙정옹주(태종의 8녀)의 남편 정효전
- 화완옹주(영조의 9녀)의 남편 정치달
- 진사 이병원(고종 친조부 남연군의 생부) 부인 연일 정씨(남연군의 생모)

## 인구
- 1985년 연일 정씨 (57,504가구 237,219명) + 오천 정씨 (5,150가구 22,033명) = 259,252명
- 2000년 연일 정씨 (67,418가구 216,510명) + 오천 정씨 (9,485가구 30,650명) = 247,160명
- 2015년 연일 정씨 284,290명 + 영일 정씨 65,991명 + 오천 정씨 43,341명 = 393,622명